# Nitidulídeos
Nitidulídeos (Nitidulidae) é uma família de besouros (ordem Coleoptera), composta 271 gêneros e subgêneros (o número exato de espécies é desconhecido, pois muitas ainda não foram descritas). Possui representantes em todos os continentes, embora existam linhagens diferentes no novo e no velho-mundo. A família é muito diversa em morfologia e hábitos ecológicos, sendo composta por 9 subfamílias: Amphicrossinae, Calonecrinae, Carpophilinae, Cillaeinae, Cryptarchinae, Cybocephalinae, Euporaeinae, Meligethinae e Nitidulinae. Os nitidulídeos são besouros pequenos, variando de 0,9 a 15 mm, com corpo alongado, oval ou hemi-esférico (podendo se contrair em formato esférico e rolar). Possuem normalmente antena com 10 ou 11 segmentos, em forma de clava (alargada na extremidade) comprimida dorsiventralmente. Alguns táxons apresentam o abdômen mais longo que os élitros. Fórmula tarsal 5-5-5, ou raramente 4-4-4 .

## Alguns gêneros
- Amedanyraea
- Amystrops
- Calonecrus
- Carpophilus
- Cerylollodes
- Epanuraea
- Epuraea
- Gaulodes
- Grouvellia
- Haptoncus
- Lasiodactylus
- Maynipeplus
- Mystronoma
- Nitops
- Ostomarcha
- Phenolia
- Procarpophilus